# 天王塚古墳 (甘楽町)
天王塚古墳（てんのうづかこふん、神明塚古墳）は、群馬県甘楽郡甘楽町福島にある古墳。形状は前方後円墳。甘楽町指定史跡に指定されている。

## 概要
群馬県南部、鏑川南岸の河岸段丘の第二段丘縁辺に築造された古墳である。これまでに発掘調査は実施されていない。
墳形は前方後円形で、前方部を北西方向に向ける。墳丘外表では川原石が散在し葺石が存在したと見られるが、埴輪片は認められていない。また墳丘周囲には周濠が存在したと見られる。埋葬施設は明らかでないが、竪穴系施設の存在が推測される。築造時期は古墳時代中期の5世紀初頭頃と推定される。鏑川流域では古相の前方後円墳として重要視される古墳になる。
古墳域は1977年（昭和52年）に甘楽町指定史跡に指定されている。

## 墳丘

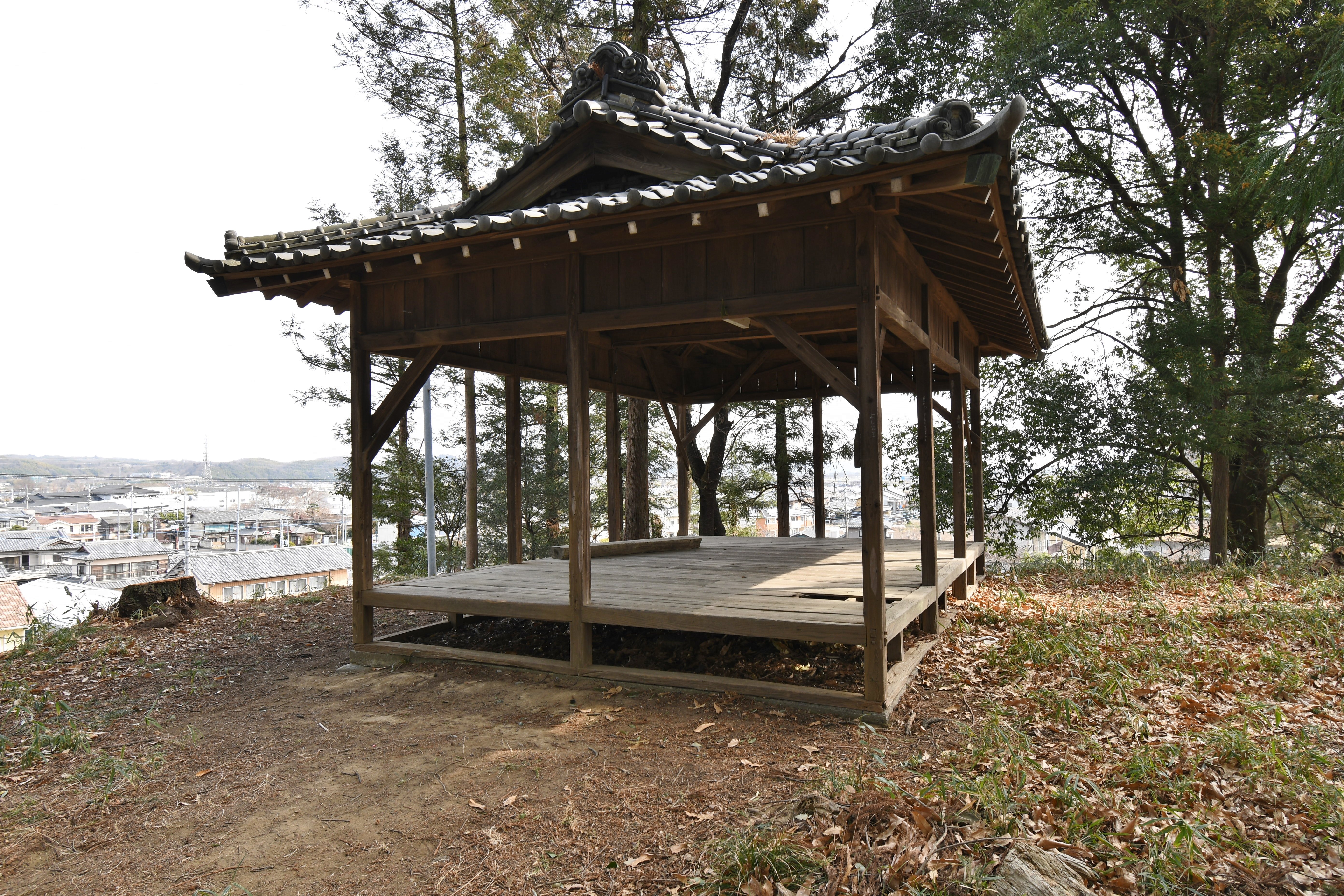
後円部墳頂

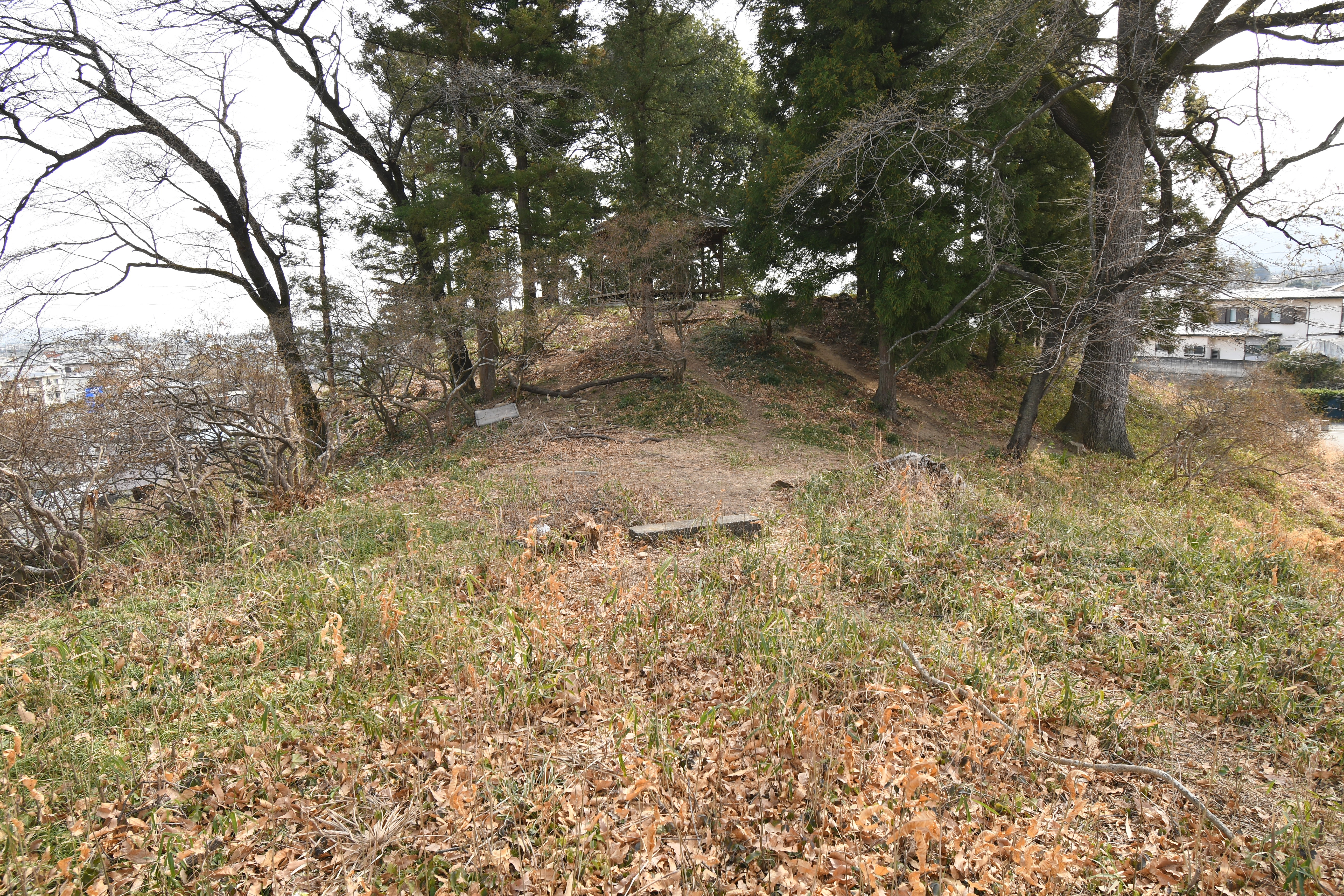
前方部から後円部を望む
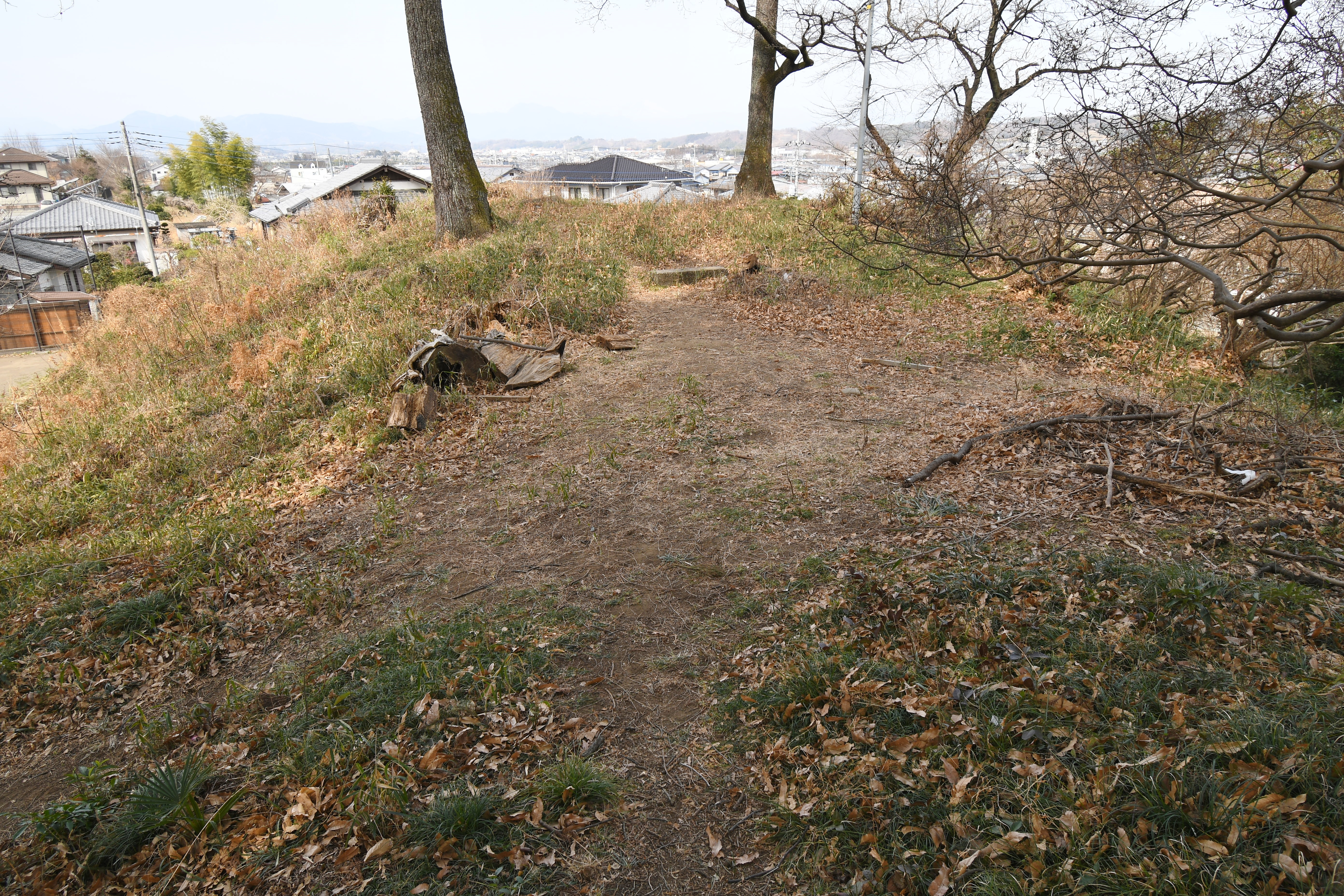
後円部から前方部を望む

墳丘の規模は次の通り。
- 墳丘長：約76メートル
- 後円部
  - 直径：50メートル
  - 高さ：10メートル
- 前方部
  - 幅：39メートル
  - 高さ：7.5メートル

- 前方部から後円部を望む
- 後円部から前方部を望む

## 文化財

### 甘楽町指定文化財
- 史跡
  - 天王塚古墳 - 1977年（昭和52年）6月13日指定[2]。